# Scheiu de Jos, Dâmbovița

## Asezare
Scheiu de Jos este un sat în comuna Ludești din județul Dâmbovița, Muntenia, România.
Este situat la 35 km de Târgoviște și 28 km de Găești , într-o zonă deluroasă din podișul Getic. 

## Istorie
Hrisovul de la 5 august 1451 dat de la Targoviste de domnul Tarii Romanesti, Vladislav al II-a (1446-1456) atesta asezarea satului Scheiu pe cursul superior al Potocului(paraul Potop).
Domnitorul Mihai Viteazul la 20 septembrie 1597 aminteste 'mosia Scheii de la Potoc din matca Glimbocului pana la obarsia Ostrii.IN 1810 satul Scheiu avea 49 de case-174 oameni,in 1835 erau 71 de locuinte-413 locuitori,in 1912 erau 1466 locuitori.
Pana in 1968 Scheiu era comuna formata din cele doua sate Scheiu de jos si Scheiu de sus,dupa aceea acestea au facut parte din comuna Ludesti.